# Wario Land: Super Mario Land 3
Wario Land: Super Mario Land 3 är ett spel till den bärbara spelmaskinen Game Boy. I spelet styr man Marios barndomsvän Wario och spelet tar vid där föregångaren (Super Mario Land 2: 6 Golden Coins) slutade.